# Бургем
Бурге́м (каз. Бургем) — село у складі Кентауської міської адміністрації Туркестанської області Казахстану. Входить до складу Карнацького сільського округ.
Населення — 1025 осіб (2021; 1356 у 2009, 1260 у 1999, 797 у 1989).